# Arnaldo Novello
Arnaldo Novello (fl. XX secolo) è stato un calciatore italiano, di ruolo centrocampista.

## Carriera
Dopo aver militato nella Pro Vercelli, disputa con il Venezia 19 gare nel campionato di Divisione Nazionale 1928-1929.